# 윌리엄 트래비스

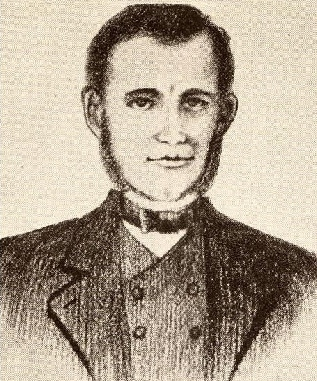
윌리엄 트래비스

윌리엄 트래비스(William B. Travis, 1809년 8월 - 1836년 3월 6일)는 유나이티드 스테이츠 어브 어메리커의 변호사이자 군인이었다. 텍사스 반란 중 알라모 전투에서 전사했다.

## 생애
사우스캐롤라이나주에 형제 열한 명 중 장남으로 태어나 구 세 때는 앨라배마에서 보낸 후에 변호사가 되고서 텍사스 반란에 참가한다. 1835년 11월 샌안토니오의 포위전에서는 기병대를 이끌었고 동년 12월 19일에는 기병대 중령으로 취임하여 요새 알라모에 배속된다.
1836년 2월 23일 시작된 알라모 전투에서는 제임스 부이가 쓰러지고서 병사들을 지휘했다. 윌리엄 트래비스가 이 포위전 중 텍사스 임시정부에 보낸 원군을 요청하는 편지 「승리, 혹은 죽음을」은 유명하나 원군은 도착지 않았고 3월 6일, 멕시코군의 일제 공격 때 대포 옆에 전사했다.

## 같이 보기
- 알라모 전투